# Les Aventures de Camille
 (septembre 2013).
Les Aventures de Camille est une série de livres illustrés pour enfants créée en 2000 par Nancy Delvaux et Aline de Pétigny et éditée par Hemma. Il existe 43 histoires.

## Synopsis
Camille est une petite fille de trois ans aux couettes rousses ; elle a pour ami inséparable Nounours. Elle va à la maternelle avec ses amis Maxime, Bérénice, et d'autres. Elle connaît bien des mésaventures mais aussi des moments de joie. Plus tard, elle sera grande sœur et aura un petit frère. Ce dernier grandira et ce qui rendra Camille jalouse.

## Personnages
- Camille : Personnage principal de l'histoire, toujours avec Nounours. Elle a 3 ans.
- Bérénice : Elle a trois ans et est la meilleure amie de Camille. Malheureusement, dès le premier livre, elle a des problèmes urinaires qui va lui valoir le surnom de Bébé. Sa mère ne l'acceptant pas, elle lui remet des couches et lui donne le biberon. Camille a eu la chance d'éviter ce genre de choses.
- Celestin: Le amoreux de Camille
- Maxime : Le petit frère de Camille
- Maman : C'est la mère de Camille.
- Papa : Père de Camille.
- Mamie : Grand-mère de Camille. Elle vit avec papi dans une maison de campagne.
- Papi : Grand-père de Camille. Il vit avec Mamie dans une maison de campagne.

## Numéros
1. Camille a fait pipi dans sa culotte
2. Camille a fait un cauchemar
3. Camille ne veut pas se laver
4. Camille va chez le docteur
5. Camille va au parc
6. Camille ne veut pas prêter ses jouets
7. Camille est amoureuse
8. Camille ne veut pas dormir
9. Camille et ses amis
10. Camille et la Rentrée des classes
11. Camille dit des gros mots
12. Camille a fait une bêtise
13. Camille et ses nouvelles bottes
14. Camille a oublié Nounours
15. Camille va à l’hôpital
16. Papa et maman ne sont pas fâchés
17. Camille et son seul ami
18. Camille fait du poney
19. Camille à la mer
20. Camille Grande Sœur
21. Camille et la chasse aux œufs
22. Camille et sa baby-sitter
23. Camille Fée d'un jour
24. Camille part en vacances
25. Camille fête noël
26. Camille et la Galette des rois
27. Camille et la Fête de l'école
28. Camille veut un chien
29. Camille va à la piscine
30. Camille en visite au zoo
31. Camille fête son anniversaire
32. Camille chez mamie et papi
33. Camille veut tout faire toute seule
34. Camille veut regarder la télévision
35. Camille va à la danse
36. Camille est jalouse
37. Camille ne veut pas allez à l'école
38. Camille cuisine
39. Camille est en colère
40. Camille à la ferme
41. Camille prend l'avion
42. Camille et son drôle de nounours
43. Camille prépare Noël

## Sources
- http://www.images-chapitre.com/ima1/original/490/22562490_10685552.jpg
- http://www.renaud-bray.com/Livres_Produit.aspx?id=1006799&def=Camille+a+fait+pipi+dans+sa+culotte%2CDELVAUX%2C+NANCY%2CP%C3%89TIGNY%2C+ALINE+DE%2C9782508002106